# Katytermus palmicola
Katytermus palmicola är en stekelart som beskrevs av Van Achterberg 1996. Katytermus palmicola ingår i släktet Katytermus och familjen bracksteklar. Inga underarter finns listade i Catalogue of Life.